# Дисамарийгептадекакобальт
Дисама̀рийгептадекако́бальт — бинарное неорганическое соединение, интерметаллид
кобальта и самария
с формулой Co17Sm2,
кристаллы.

## Получение
- Сплавление стехиометрических количеств чистых веществ:

{\displaystyle {\mathsf {17Co+2Sm\ {\xrightarrow {1335^{o}C}}\ Co_{17}Sm_{2}}}}

## Физические свойства
Дисамарийгептадекакобальт образует кристаллы
тригональной сингонии, пространственная группа R 3m, параметры ячейки a = 0,8402 нм, c = 1,2231 нм, Z = 3,
структура типа диторийгептадекацинка Zn17Th2.
При температуре 1260÷1300 °C в соединении происходит переход в фазу
гексагональной сингонии, пространственная группа P 63/mmc, параметры ячейки a = 0,8384 нм, c = 0,8158 нм, Z = 2,
структура типа диторийгептадеканикеля Ni17Th2
.
Сообщается также о структуре
гексагональной сингонии, параметры ячейки a = 0,485617 нм, c = 0,408133 нм, Z = 1/3,
структура типа пентацинккальция CaZn5
.
Соединение конгруэнтно плавится при температуре 1335 °C
.

## Применение
- Материал для изготовления постоянных магнитов[9][10].